# UBS Arena
UBS Arena je víceúčelová hala, která stojí v městě Elmont v státě New York v USA. Je hlavním domovským stánkem týmu NHL New York Islanders. Byla otevřena 19. listopadu 2021 a nahradila bývalý stadion Islanders Nassau Coliseum.
Stadion Nassau Colliseum byl dlouho druhým nejstarším, po Madison Square Garden a druhým nejmenším, po MTS Place stadionem v NHL. Ještě před začátkem výstavby existovala reálná možnost, že na místě stadionu pro lední hokej bude stát nový fotbalový stadion, hokejová lobby v New Yorku ale byla silnější. 
V červenci 2020 byla společnost UBS vyhlášena za sponzora a získala tím práva na pojmenování nové arény na základě 20leté smlouvy.  Název stadionu se tím změnil na UBS Arena. 

## Historie
Uskutečnilo se několik pokusů zrekonstruovat nebo nahradit stárnoucí budovu, včetně projektu Lighthouse – návrh na renovaci Colissea a vybudování větší sportovní, zábavní a obytné čtvrti kolem něj z roku 2004. Později by projekt úplně zrušen. V srpnu 2011 hlasovali voliči v okrese Nassau v referendu proti schválení veřejného dluhopisu v hodnotě 400 miliónů dolarů na vybudování areny za 350 milionů dolarů a baseballového parku za 50 milionů. V říjnu 2012 Islanders oznámili, že se přestěhují do Brooklyn's Barclays Center, po sezóně 2014–15 jim totiž vypršel pronájem Colissea.
Ale Barclays Center byla primárně navržena jako basketbalová aréna, hokejová konfigurace byla diváky kritizována za to, že měla sedadla s omezeným výhledem, zatímco kvalitu ledu hráči kritizovali jako podprůměrnou.
V prosinci 2017 sa objevili plány na novou arénu s 18 000 sedadly v Belmont Parku. Očekávalo se, že nová aréna bude připravena včas na sezónu NHL 2021-22. Islanders mezitím v sezoně 2018-19 postupně začali hrát více domácích zápasů v Coliseu.
23. září 2019 byla položena první cihla pro arénu.
Z důvodu pandemie covidu-19 byli dočasně zastaveny všechny nepodstatné stavební projekty. Obnovení výstavby bylo povoleno 27. května 2020; Představitelé týmu očekávali, že stavba bude dokončena včas, aby tým mohl začít hrát v říjnu 2021. 
Svůj první zápas v aréně odehráli Islanders proti Calgary Flames dne 20. listopadu 2021. 

## Zajímavosti
Stadion se nachází v newyorské čtvrti Long Island vedle dostihové dráhy Belmont Park a mezi místními má přezdívku Stable (stáj).   Vnější vzhled arény byl navržen jako pocta Stanfordu Whiteovi, který v roce 1894 navrhl design Madison Square Garden, který ale nebyl realizován.
Rocková skupina Chicago měla první koncert v aréně jako součást benefice pro UBS 19. listopadu 2021. Britský zpěvák Harry Styles uspořádal první veřejní koncert v aréně 28. listopadu 2021.